# Luc Roselli-Mollet
Luc-Philibert-Edmond Roselli-Mollet, dit Luc Edmond-Roselli, né le 30 janvier 1842 à Belley (Ain) et mort le 3 octobre 1883 à Magnieu (Ain), est un ingénieur civil, membre de la Commune de Paris comme directeur des fortifications et des barricades puis homme politique radical-socialiste sous la Troisième République.

## Biographie

### Famille et formation
Né en 1842, Luc Roselli-Mollet est le petit fils de Jean Luc Anthelme Mollet, député de l'Ain à la Convention nationale et membre de la Chambre des Cent-Jours qui vota la culpabilité du roi Louis XVI et fils de Anthelme Roselli-Mollet, député de l'Ain, premier maire de Belley, commissaire du gouvernement sous la Deuxième République, opposant à la Monarchie de Juillet et proscrit du Second Empire en Belgique. 
Après avoir fait ses études au collège de Sainte-Barbe comme bachelier ès science, il rentre en 1861 à l'École Centrale des Arts et Manufactures pendant trois ans puis rejoint son père en Belgique et devient ingénieur. Il est employé, successivement, aux ateliers constructions de machines, à Vilvorde, à la Société des papeteries unies, et au chemin de fer à de Paté à Tiflis pour les études du matériel.

### La guerre et la Commune de Paris
Lorsque la guerre avec la Prusse éclate, Roselli-Mollet rentre en France avec son père en février 1870 et est immédiatement incorporé dans les rangs de la Garde nationale, d'abord comme sous-lieutenant puis lieutenant du 86e bataillon faisant partie du 5ème régiment de marche. Le 18 mars 1871, il se rallie à la Commune de Paris et est d'abord chargé avec sa compagnie d'occuper l'Imprimerie nationale. Par la suite, le colonel Louis Rossel le nomme chef du génie militaire (chargé des travaux de fortifications et des barricades) au ministère de la guerre et, dans le même temps, le général Gustave Paul Cluseret fait adopter la création d'une "Commission des barricades". Durant la Semaine sanglante, il est condamné à la déportation perpétuelle dans enceinte fortifiée mais arrive à s'échapper de Paris et à trouver refuge en Suisse. Pendant six mois, il habite dans le château de Gruyères dans le canton de Fribourg et devient attaché, en qualité d'ingénieur, au service de chemin de fer de la Suisse occidentale, de janvier 1872 jusqu'en octobre 1881, époque où il décide de rentrer en France (il avait été amnistié le 5 juin 1879). 

### De retour en France
Après avoir été choisis pour représenter le canton d'Ambérieu-en-Bugey au Conseil municipal de l'Ain, il se présente aux élections législatives comme candidat radical-socialiste face à son concurrent Joseph Chaley et l'emporte largement par 11,052 voix contre 5,847 voix. Il siège à l'Extrême-gauche de l'Assemblée nationale et devient membre de la Commission du règlement, etc. Il propose notamment un projet de loi sur le mandat impératif et une proposition visant au rachat de la Compagnie d'Orléans. En 1881, il est avec le médecin et anciens communard Edmond Goupil, l’un des fondateurs de la "Ligue de l’intérêt public: Société protectrice des citoyens contre les abus".

## Sources
1. ↑  « M. Roselli-Mollet », Le Panthéon de l'industrie : journal hebdomadaire illustré,‎ 8 avril 1883, page 1 (lire en ligne)
2. 1 2  « notice ROSELLI-MOLLET Edmond [ROSELLI-MOLLET Luc, Philibert, Edmond, de son vrai nom : MOLLET Luc] »
3. ↑  « Roselli-Mollet », Les Annales politiques et littéraires,‎ 19 août 1883, page 2 (lire en ligne)
4. ↑  « Roselli-Mollet », Les Annales politiques et littéraires,‎ 19 août, page 2 (lire en ligne)
5. ↑  Alain Dalotel, Jean-Claude Freiermuth, « Les barricades de la Commune »
6. 1 2  « M. Roselli-Mollet », Le Panthéon de l'industrie : journal hebdomadaire illustré,‎ 8 avril 1883, page 1 (lire en ligne)